# 大英雄狄青
《大英雄狄青》是中国大陆拍摄的一部历史题材动画片，讲述了北宋名将狄青由不谙世事的孩子成长为战西夏、平叛乱的一代英雄的故事，一共52集。

## 剧情
北宋年间，幼年的狄青因舍身救人，自己却被洪水卷走，幸得一隐居山林的高僧救起，并收留他，还教他识字、传授他武艺。八年之后，狄青长大成人，在师父的劝说下狄青放弃了出家为僧的念头，转而前往北宋首都东京，投了军营。初到东京，狄青却因为打伤了仗势欺人的皇亲国戚孙义，而主动投案。在包拯和郑亲王的帮助下，狄青最终被无罪释放，而且还成为了郑亲王的贴身保镖。之后，狄青奉命去刺杀孙义，但是行动失败，反遭杖刑并被监禁三个月。出狱后，狄青告别郑亲王，毅然远赴边关投奔了边关统帅杨宗保，后来他被安排在女将杨排风的手下。当时的边关战火不断，狄青因为骁勇善战很快就被提升为副将。在西夏与北宋的战争中，由于杨宗保的决策失误导致宋军惨败，杨宗保在临终前推荐了狄青为边关统帅。狄青上任后，终于不负众望大败了西夏军，并与西夏签订了和平条约。而在战争中，狄青和杨排风也相互产生了好感，最终二人喜结连理。

## 拍摄
本片的历史场景遍布了开封、苏州、青海、西藏、新疆等地，在开拍前剧组曾远赴中国的西北边陲地区实地采景，并研读大量史料。片中的人物造型、场景和音乐都选用注重历史，有浓郁民族特征的。2003年1月24日，该片在上海电视台电视剧频道开播。

## 外部連結
- 豆瓣电影上《大英雄狄青》的資料 （简体中文）